# Лебедева, Людмила Олеговна
Людми́ла Оле́говна Ле́бедева (род. 23 мая 1990, Шабыково, Марийская АССР) — российская легкоатлетка, специалистка по бегу на средние и длинные дистанции, кроссу, стипльчезу, марафону. Выступает за сборную России по лёгкой атлетике с 2009 года по настоящее время, многократная победительница и призёрка первенств национального значения, участница многих крупных международных стартов. Представляет Республику Марий Эл и Москву. Мастер спорта России международного класса.

## Биография
Людмила Лебедева родилась 23 мая 1990 года в деревне Шабыково Сернурского района Марийской АССР.
В начале спортивной карьеры занималась лёгкой атлетикой в училище олимпийского резерва в Йошкар-Оле у тренера Станислава Фёдоровича Черепанова. Под руководством того же наставника проходит спортивную подготовку в ГБУ Республики Марий Эл «СШОР по лёгкой атлетике».
Дебютировала на международном уровне в сезоне 2009 года, когда на чемпионате Европы по кроссу в Дублине финишировала восьмой в забеге юниорок и победила в командном юниорском зачёте.
В 2010 году на кроссовом чемпионате Европы в Албуфейре заняла 12-е место в личном молодёжном зачёте и удостоилась серебряной награды в командном молодёжном зачёте.
Впервые заявила о себе на взрослом уровне в сезоне 2011 года, выиграв серебряную медаль в дисциплине 6 км на весеннем чемпионате России по кроссу в Жуковском.
На весеннем чемпионате России по кроссу 2012 года в Жуковском вновь получила серебряную награду на дистанции 6 км, затем на кроссовом чемпионате Европы в Будапеште стала серебряной призёркой в молодёжном личном зачёте и вместе со своими соотечественницами выиграла командный зачёт.
В 2013 году на чемпионате России в Москве выиграла бронзовую медаль в беге на 3000 метров с препятствиями. Попав в основной состав российской национальной сборной, удостоилась права защищать честь страны на домашнем чемпионате мира в Москве, однако с результатом 9.49,64 не смогла преодолеть здесь предварительный квалификационный этап. Также, будучи студенткой, представляла Россию на летней Универсиаде в Казани, где финишировала четвёртой в полумарафоне и стала второй в командном первенстве. Была признана лучшей спортсменкой Республики Марий Эл в 2013 году по итогам опроса, проведённого газетой «Марийская правда».
На зимнем чемпионате России 2015 года в Москве стала серебряной призёркой в беге на 5000 метров, уступив на финише только Елене Коробкиной, тогда как на летнем чемпионате России в Чебоксарах получила серебро в беге на 3000 метров с препятствиями, финишировав позади Натальи Аристарховой. Принимала участие в чемпионате мира в Пекине — в стипльчезе показала результат 9.58,65 и в финал не вышла.
В 2016 году выиграла весенний чемпионат России по кроссу в Жуковском в дисциплине 2 км, стала серебряной призёркой на чемпионате России по полумарафону в Ярославле, была лучшей на осеннем чемпионате России по кроссу в Оренбурге.
В 2017 году одержала победу на весеннем чемпионате России по кроссу в Жуковском в дисциплине 6 км, стала третьей на чемпионате России по бегу на 10 000 метров в Москве, прошедшем в рамках Мемориала братьев Знаменских.
В 2018 году выиграла серебряные медали на чемпионате России по бегу на 10 000 метров в Жуковском и на осеннем чемпионате России по кроссу в Оренбурге. Окончила Марийский государственный университет.
На чемпионате России 2019 года в Чебоксарах добавила в послужной список бронзовую награду, выигранную в беге на 10 000 метров, кроме того, победила в кроссе на 6 км в Оренбурге — тем самым упрочила своё лидерство среди всех российских легкоатлетов по общему числу призовых мест на кроссовых чемпионатах России. Помимо этого, с результатом 2:36.57 финишировала третьей на Московском марафоне, выиграла полумарафон в рамках Казанского марафона.
В 2020 году Людмила Лебедева отмечена Благодарностью Главы Республики Марий Эл
Наивысшую позицию на пьедестале почёта в 2021 и 2022 году спортсменке удалось занимать дважды, оба раза на Казанском полумарафоне.